# Bernard Guetta
Pour les articles homonymes, voir Guetta.
Ne doit pas être confondu avec Bernard Goutta.
Bernard Guetta, né le 28 janvier 1951 à Boulogne-Billancourt, est un journaliste et homme politique français, spécialiste de géopolitique internationale et lauréat du prix Albert-Londres en 1981. Il est élu député européen lors de scrutin de 2019 sur la liste de La République en marche mais sans étiquette et réélu en 2024.

## Biographie

### Enfance
Bernard Guetta naît et est élevé dans une famille de juifs séfarades. Son père est Pierre Guetta, d'origine marocaine, un sociologue spécialiste du monde du travail devenu par la suite restaurateur, tandis que sa mère est Francine née Bourla  (1928-2011), qui possédait une galerie d'art tribal,. Ses parents se séparent alors qu'il entre en classe de 6e. Il est le frère de l'actrice Nathalie Guetta et le demi-frère par son père de David Guetta, disc-jockey à la renommée mondiale.
Avec des parents passés par le trotskisme, l’anticolonialisme et le Parti socialiste unifié (PSU), il baigne dans un milieu très politisé, ancré dans une gauche anti-molletiste et anti-stalinienne.
Trotskiste de la Libération aux années 1950, son père est lié à la revue Socialisme ou barbarie, dont il abrite des réunions à son domicile. Dès l’âge de quatorze ans, Bernard Guetta est amené à lire les grands classiques de la littérature anti-stalinienne[Quoi ?]. À l’âge de dix ans, il distribue des tracts contre la guerre d'Algérie. Les conceptions véhiculées par les journalistes du Monde (Bernard Ferron sur les pays de l’Est, Gilbert Mathieu sur l’économie et le social) l’imprègnent alors tellement qu’il en vient à « penser Monde ».
À l’âge de quinze ans, il rejoint la Ligue des droits de l'homme, où Daniel Mayer l’oriente vers le mensuel Après demain. Chargé de sa distribution auprès des libraires de Paris, il participe ainsi aux réunions du comité de rédaction aux côtés de Françoise Seligmann, Pierre Joxe et de Philippe Bernard. Dans ce milieu mendésiste radical-socialiste, il rencontre des personnalités comme Claude Nicolet ou Pierre Mendès France (dont il est un temps conseiller aux affaires scolaires).
Amené à résider à Casablanca, il est élève au lycée Lyautey près de deux ans tout en vivant chez des grands-parents qui, durant la Seconde Guerre mondiale, avaient accueilli leur cousin Charles Guetta et son ami Jean Daniel pendant plusieurs mois. De retour à Paris, il retrouve ses amis Emmanuel Todd (qu'il surnomme Mano) et Jean-Pierre Cerquant (respectivement fils et beau-frère d’Olivier Todd).
En 1967, il participe à l’opération « Un milliard pour le Viêt Nam », lancée par son père pour la reconstruction du pays .

### Éducation
Mais c’est avec son entrée au lycée Henri-IV, à Paris, où il prépare le baccalauréat, et les événements de mai 68, qu’il commence à prendre des responsabilités politiques.
Organisateur de l’occupation des lycées Henri-IV et Fénelon, il devient un des leaders des comités d’action lycéens aux côtés de Michel Recanati, Maurice Najman et Romain Goupil. Se percevant alors comme un « radical à l’américaine » qui vise moins la prise du pouvoir que l’imposition des réformes nécessaires, il suscite à Henri-IV des débats entre élèves et professeurs sur la réforme de l’enseignement dont un rapport est tiré et envoyé au ministère. Il rejoint la Jeunesse communiste révolutionnaire en octobre 1968 sous l’influence de Michel Recanati.
Parallèlement à son hypokhâgne (lettres supérieures), il siège au Comité central de la Ligue communiste. Son entrée au CFJ en septembre 1969 l’amène à subir l’influence de Philippe Viannay et d’enseignants comme Jacques Julliard, Jacques Ozouf, François Furet ou Jean Bouvier. À l’occasion notamment des grèves étudiantes qu’il y anime, il noue avec Philippe Viannay des liens d’amitié extrêmement forts qui contribuent à l'éloigner du militantisme. À partir du début 1970, il cesse de participer aux réunions de la Ligue même s’il conserve des contacts avec certains de ses leaders tels qu’Henri Weber.

### Carrière professionnelle
Ses liens avec Olivier Todd facilitent alors son entrée comme stagiaire au Nouvel Observateur. Entré au service « société », en juin 1971, avec Jean-Pierre Cerquant et Jacqueline Rémy, il représente, pour son chef, la nouvelle génération du service. S’il est recruté comme pigiste, son entrée coïncide avec celle du cousin de son père Charles Guetta au sein du conseil d’administration. Cela lui vaut d’être mal vu du reste de la rédaction jusqu'à ce que l'assassinat de Charles Guetta en juillet 1971 améliore son image. Sa titularisation, contemporaine de cette évolution, le conforte dans son intégration.
Au sein du journal, il couvre d’abord la jeunesse et les mouvements lycéens tout en portant un intérêt aux marginaux de tous genres (squatters, immigrés, handicapés). Proche d’Olivier Todd et d’Hector de Galard, il est alors ignoré par Jean Daniel, ce qui ne facilite pas son désir de quitter les pages « société » pour la politique et l’étranger.
Mais à partir de juillet 1973, il met un pied au service « événement » en couvrant la grève de l’usine Lip. Il interviewe pour cette affaire Michel Rocard (24 septembre 1973), José Bidegain (14 janvier 1974), Jacques Chérèque (4 février 1974) et même Claude Neuschwander (il tire de cette rencontre le livre Patron mai…, publié au Seuil en 1975). Sa présence au magazine se renforce par sa participation à la couverture de la campagne présidentielle d’avril 1974 et des Assises du socialisme (octobre 1974). Mais il continue à s'intéresser aux thèmes gauchistes : la situation dans les prisons, dans l’armée et la police, les dérives de la Justice, le contrôle de l’information.
Il offre d’ailleurs la parole à des leaders du PSU (Bernard Ravenel, Michel Mousel), à gauche des rocardiens. et aussi à des hommes de droite tels que Jacques Dominati ou Jean Lecanuet. De même, s’il traite moins de politique intérieure à partir de 1976, il continue à porter une attention à la contestation interne au PCF, notamment au sein des Jeunesses communistes dont il interviewe plusieurs fois le secrétaire général ; cela est lié à l’intérêt croissant qu’il porte aux questions des dissidents soviétiques, soutenu en cela par Jean Daniel et par K.S. Karol.
Ayant abordé ce thème par l’interview de Leopold Trepper (décembre 1973), il en devient le spécialiste après l’affaire Pliouchtch (janvier 1976). À partir de septembre 1977, il délaisse même les questions intérieures (justice, armée, partis) pour s’y consacrer pleinement. Par ce biais, il s’intègre au service « étranger » où il traite de pays comme le Liban (août 1976), le Zaïre (avril 1977) ou le Sahara occidental (hiver 1977/1978). La question des « dissidents » lui vaut alors l’amitié d’un Jean Daniel qui l'appuie au sein d’une rédaction divisée sur le traitement de ces questions : ainsi, après s’être battu semaine après semaine pour assurer la chronique des arrestations et des grèves de la faim, il obtient son soutien pour imposer une rubrique. Il donne ainsi par deux fois la parole à Vladimir Boukovski, dénonce la condamnation d’Orlov ou le sort fait à Chtcharanski. Il offre aussi à Laurent Schwartz (22 juillet 1978) ou à Daniel Meyer (11 décembre 1978) le moyen de s’exprimer sur les atteintes aux droits de l’homme. Mais en avril 1979, il est recruté par le chef du service étranger du Monde, qui lui propose un poste de correspondant à Vienne. En 1980, il rejoint la Pologne, où il bénéficie des nombreux contacts que lui offre K.S. Karol.
Il est admis en 1981 Young Leader du lobby atlantiste en France, la French-American Foundation.
Correspondant à Varsovie puis à Gdańsk, il reçoit le prix Albert-Londres en mai 1981. Il en tire un livre, Pologne (Arthaud, 1982). N’ayant pas obtenu de visa pour l’URSS, il passe quatre ans à Washington de 1983 à 1987 avant d’occuper le poste de correspondant à Moscou de 1987 à 1990. Rédacteur en chef de L'Expansion de 1991 à 1993, du Nouvel Observateur de 1996 à 1999, il est éditorialiste à L'Express et chroniqueur à La Repubblica, au Temps et à Gazeta.

#### Le Monde
Bernard Guetta est journaliste au Monde de 1979 à 1990.
Lors de son passage comme correspondant en URSS de 1987 à 1990, il assiste aux mutations de l'époque Gorbatchev, aux effets de la perestroïka et du glasnost : « Tout en permanence était incroyablement excitant. C’était la liberté dans une totale anarchie : il se passait quelque chose ». En mars 1989, huit mois avant la chute du mur de Berlin, il perçoit « la mort du soviétisme », soulevant le scepticisme des journalistes du Monde à Paris, et notamment de son ami, ancien correspondant à Moscou et chef du service étranger de l'époque, Jacques Amalric. Selon la journaliste Isabelle Mandraud, c'est la rupture de « l'amitié forte » entre les deux hommes qui poussera Guetta à rompre « brusquement » avec le journal.
En 1990, Bernard Guetta est candidat à la direction du journal Le Monde, face à Jean-Marie Colombani et Daniel Vernet, mais c'est ce dernier qui devient gérant-directeur au sein d'un triumvirat. Il quitte alors le journal pour lequel il a travaillé pendant douze ans. En 2011, il propose de nouveau sa candidature au poste de directeur dans le cadre de la succession d’Éric Fottorino. Il échoue une nouvelle fois.

#### France Inter
En 1991, il est engagé à France Inter. Il intervient dans la matinale de cette radio, notamment avec une chronique géopolitique tous les matins à 8 h 17 après le bulletin d’information. Le 20 avril 2016, il annonce en direct à l'issue de sa chronique qu'il interrompt cette dernière pour raisons de santé. Il reprend ses chroniques matinales le 22 août de la même année.
Il perçoit de France Inter un salaire mensuel de plus de 10 000 euros bruts, soit environ 500 euros par chronique. Ses chroniques pour les magazines Challenges et Internazionale lui rapportent par ailleurs entre 1 000 et 5 000 euros bruts mensuels chacune.
Le 29 juin 2018, Bernard Guetta décide de ne pas poursuivre à la rentrée cette chronique géopolitique de la matinale de France Inter qu'il présentait depuis 27 ans. Il est remplacé par Pierre Haski, cofondateur de Rue 89, journaliste à L'Obs, à Libération et président de Reporters sans frontières .

### Engagements politiques
En 2005, il fait campagne pour le « oui » au référendum relatif au traité constitutionnel européen (TCE). Ses chroniques matinales sur France Inter sont souvent des plaidoyers en faveur d'une intégration européenne plus aboutie, suscitant des critiques de la part de médias tels que le mensuel Le Monde diplomatique,, ou encore l'association de critiques des médias Acrimed.
Son soutien à une intervention militaire de la France dans la guerre civile syrienne lui est reproché dans la presse française.
Il est candidat aux élections européennes de 2019 en huitième position sur la liste La République en marche-MoDem-Agir,. Après que la liste conduite par Nathalie Loiseau a obtenu 22,3 % des voix lors du scrutin, il est élu député européen.
Il est deuxième sur la liste Besoin d'Europe aux élections européennes de 2024, et réélu.

### Écriture
En 2007, il publie, en collaboration avec Jean Lacouture, Le Monde est notre métier où ils font chacun une rétrospective critique sur la carrière et les engagements à gauche de l'autre.
En 2011, il anime un dialogue entre deux anciens premiers ministres, Alain Juppé (alors ministre de la Défense) et Michel Rocard, dans l’ouvrage La Politique telle qu’elle meurt de ne pas être.
Ses chroniques radiophoniques de l'année 2011 ayant en très grande majorité porté sur les révolutions arabes, il les réunit dans l'ouvrage L'an I des révolutions arabes : décembre 2010-janvier 2012.
En septembre 2017, il publie Dans l'ivresse de l'Histoire que Sylvie Kauffmann qualifie dans un article du Monde de « témoignage enthousiaste et vibrant d'un journaliste engagé ».
La publication de ses ouvrages lui assure un revenu de 500 à 1 000 euros par mois au moment de son entrée en fonction comme député européen.

### Vie personnelle
Marié à la journaliste Catherine Sayegh, il a deux enfants avec elle : Mathieu et Pierre-Louis.

## Distinctions
- Il reçoit le prix Albert-Londres en mai 1981.

## Publications
- Patron Mai, Le Seuil, 1975
- Éloge de la tortue, Le Monde, Actualités, 1991
- Pologne, avec Philippe Barbey, Arthaud 1992
- Géopolitique, L'Olivier, 1995  (ISBN 2-87929-089-9)
- L'Europe fédérale, avec Philippe Labarde, Grasset, Collection « Pour et Contre », 2002  (ISBN 2-246-62981-0)
- Le Monde est mon métier : Le journaliste, les pouvoirs et la vérité, avec Jean Lacouture, Grasset, 2007,  (ISBN 2-246-72901-7)
- L'An I des révolutions arabes : décembre 2010-janvier 2012, Belin, 2012  (ISBN 2-7011-6295-5)
- Intime Conviction. Comment je suis devenu européen, Le Seuil, 2014  (ISBN 978-2-02-114349-2)
- Dans l'ivresse de l'histoire, Flammarion, septembre 2017  (ISBN 978-2-08-140904-0), 2e édition, J'ai lu, septembre 2018  (ISBN 978-2-290-16351-1)
- L'Enquête hongroise (puis polonaise, italienne et autrichienne), Flammarion, mars 2019, 220 pages  (ISBN 978-2-08-145264-0), 2e édition, J'ai lu, février 2020  (ISBN 978-2-290-22074-0)
- La Nation européenne, Flammarion, avril 2023, 192 pages  (ISBN 978-2-08-041967-5)

Livre d'entretiens :
- Michel Rocard et Alain Juppé interrogés par Bernard Guetta, La Politique, telle qu'elle meurt de ne pas être, JCLattès, 2011  (ISBN 978-2-7096-3577-6), 2e édition, J'ai lu, 2012  (ISBN 978-2-290-03763-8)